# Blue Jeans
Francisco de Paula Fernández González, més conegut amb el pseudònim de Blue Jeans (Sevilla, 7 de novembre de 1978), és un escriptor andalús llicenciat en periodisme i actualment resideix a Madrid. Les seves novel·les han sigut traduïdes al català i altres idiomes i, tant a Espanya com a Llatinoamèrica, Blue Jeans és un dels autors més llegits en llengua castellana.
La seva serie El club de los Incomprendidos, formada per ¡Buenos dias princesa!, No sonrías que me enamoro, ¿Puedo soñar contigo? y que tanca amb Tengo un secreto: el diario de Meri, s'ha convertit en el fenomen editorial espanyol més gran de la literatura juvenil romàntica. La seva adaptació cinematogràfica, El club de los Incomprendidos, es va convertir en una de les pel·lícules més taquilleres al Nadal del 2014, amb un gran èxit de públic, que va omplir les sales.
La seva trajectòria ha sigut reconeguda amb el prestigiós Premio Cervantes Chico 2013, entre d'altres.

## Biografia
Va residir durant la seva adolescència a Carmona, on va estudiar en l'escola Salesians i posteriorment a l'institut Maese Rodrigo. Va iniciar la carrera de Dret en la facultat de Sevilla però a l'any es va adonar que no era la seva vocació, per això decidí canviar de carrera i de ciutat.
Als 18 anys es va traslladar a Madrid i inicià la carrera de Periodisme en la Universitat Europea de Madrid. Posteriorment es llicencià i va fer un màster en periodisme esportiu. Al mateix temps va intentar estudiar Filologia alemanya en la Universitat Complutense de Madrid, sense èxit.
Després d'haver fet el màster col·laborà amb alguns mitjans, concretament esportius, on no va trobar el seu lloc. Finalment, va deixar-se emportar pel que realment li agradava, l'escriptura.
Durant uns anys va ser entrenador de futbol a nens a Palestra Atenea.
L'autor va triomfar gràcies a la publicació de diferents capítols de la trilogia Cançons per a la Paula, en diferents xarxes socials, on va tenir molt d'èxit gràcies als seguidors i seguidores que van creure en el seu talent, a més de tenir difusió en revistes juvenils com la SuperPop.
Actualment, continua escrivint novel·les d'amor juvenil, tot i que en les seves últimes obres s'ha iniciat en el thriller juvenil.

## Llibres
- Trilogia Cançons per a la Paula

1. Cançons per a la Paula, Editorial S.L. Edicions Cadi, 2011
2. Saps que t’estimo?, Editorial S.L. Edicions Cadi, 2012
3. Fes-me callar amb un petó, Editorial S.L. Edicions Cadi, 2012

- Sèrie El club dels incompresos

1. Bon dia, princesa, Editorial Columna Edicions S.A., 2012
2. No somriguis que m’enamoro, Editorial Columna Edicions S.A., 2013
3. Puc somiar-te?, Editorial Columna Edicions S.A., 2014
4. Tinc un secret: el diari de la Meri, Editorial Columna Edicions S.A., 2014

- Trilogia Tan senzill

1. Tan senzill com tuitejar t’estimo, Editorial Columna Edicions S.A., 2015
2. Tan senzill com fer-te un petó, Editorial Columna Edicions S.A., 2016
3. Tan senzill com estar amb tu, Editorial Columna Edicions S.A., 2017

- Trilogia La noia invisible

1. La noia invisible, Editorial Columna Edicions S.A, 2018
2. El puzle de cristall, Editorial Columna Edicions S.A, 2019
3. La promesa de la Julia, Editorial Columna Edicions S.A, 2020

- Novel·les independents
  - El campament, Editorial Columna edicions S.A, 2021
  - Els crims de Chopin, Editorial Columna edicions S.A, 2022
  - L'última melodia de Chopin, Editorial Columna edicions S.A, 2023

Escriu històries quotidianes que van dirigides al públic juvenil, on s'expressen diversos sentiments: amor, desamor, somnis, il·lusions, amistat, mentides,... (normalment) pròpies de l'adolescència i al 2018 va treure la seva primera novel·la de misteri. Al ser unes històries tan properes, va comportar tota una revolució a Internet, a on compta amb desenes de milers de seguidors, sobretot lectores adolescents. Actualment, igual que tots els famosos, té un compte de Twitter, Facebook, Instagram i correu electrònic en els quals respon a les qüestions dels fans sobre les seves obres.

## Filmografia
- 2014: El club de los incomprendidos (pel·lícula), dirigida per Carlos Sedes

Actors:
- Charlotte Vega com Valeria
- Alex Maruny com Raul
- Andrea Trepat com Ester
- Michelle Calvo com Elisabet
- Ivanna Vaquero com Meri
- Patrick Criado com Cesar
- Jorge Clemente com Bruno
- Aitana Sánchez com Mara
- Yon Gonzalez com Rodrigo

Sinopsis: Pel·lícula basada en la novel·la "Bon dia, princesa" de l'escriptor sevillà Francisco de Paula Fernández. Valeria (Charlotte Vega, El secreto del puente viejo) és una jove que s'acaba d'instal·lar a Madrid després de la separació dels seus pares. En el seu nou institut l'obliguen a acudir a reunions amb l'orientador al costat d'uns altres dels seus companys de classe. El que en un primer moment semblava un mal començament per a la nova vida de la Valeria a Madrid, s'acaba convertint en l'inici d'una increïble experiència. Les noves amistats, la gran ciutat, el primer amor... Intensos moments que faran que les vides d'aquest nou grup d'amics canviïn per sempre. Acaba de néixer El club de los incomprendidos.

## Premis i reconeixements
- Premi Rosa 2012, a la Millor Novel·la JR de la revista RomanTica’s
- Premi Árbol de Vida, 2013[6]
- Premi de literatura Cervantes Chico, 2013
- Premi Rosa 2014, al Millor Romanç JR Nacional 2013 de la revista RomanTica’s
- Premi Off The Record 2014, atorgat per la revista del mateix nom a la Millor Saga Juvenil[7]
- Premi Reconocimiento de la Feria del libro de Sevilla, 2015[8]
- Premi The Hall of Stars 2018 al llibre de l'any